# William C. Cozzens

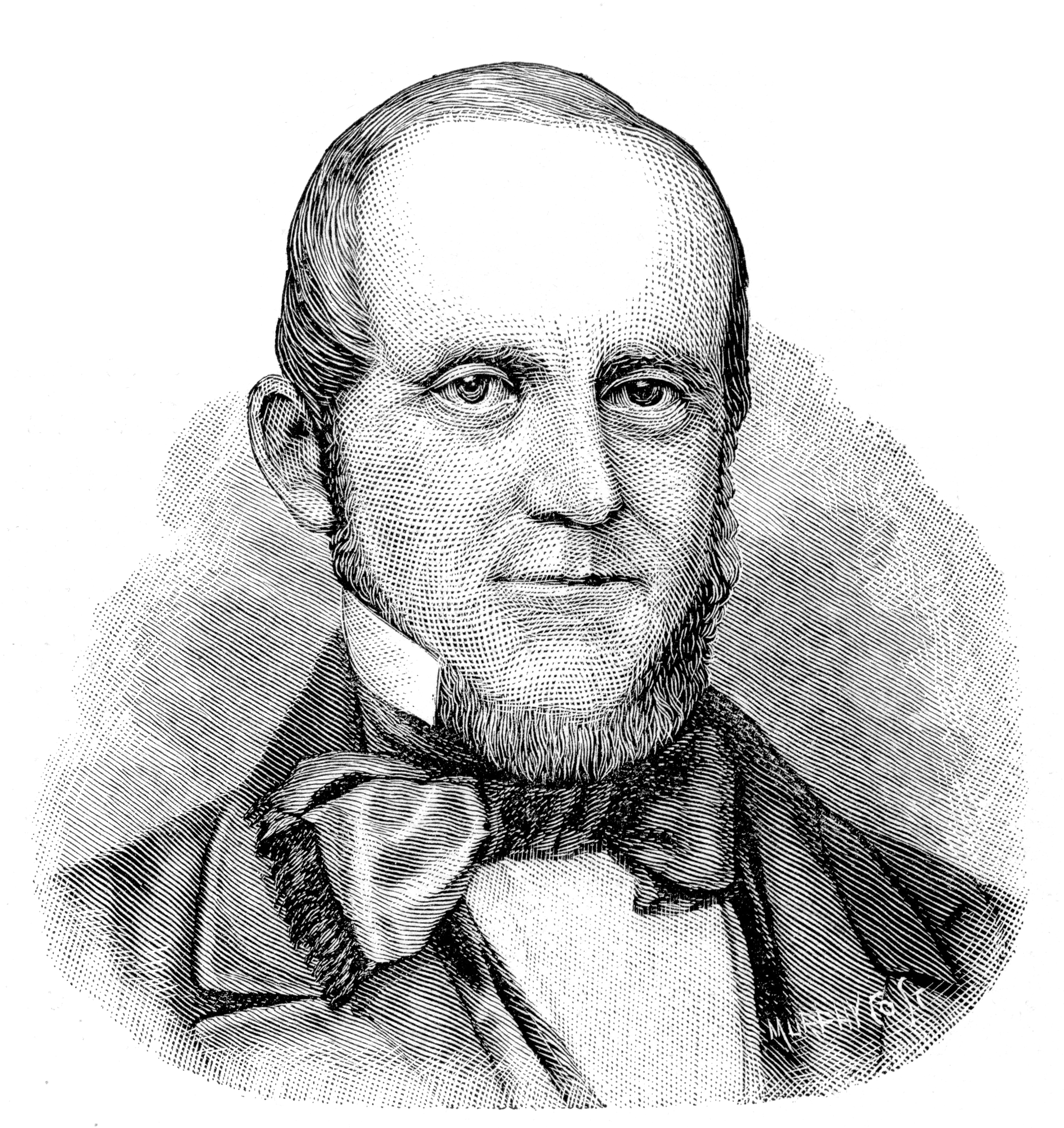
William C. Cozzens

William Cole Cozzens (* 26. August 1811 in Newport, Rhode Island; † 17. Dezember 1876 ebenda) war ein US-amerikanischer Politiker und im Jahr 1863 Gouverneur des Bundesstaates Rhode Island.

## Werdegang
William Cozzens war ein erfolgreicher Geschäftsmann in Rhode Island, der später auch Präsident der Rhode Island Union Bank wurde. Er gehörte der Demokratischen Partei an und war einige Jahre Bürgermeister von Newport. Er war sowohl Abgeordneter im Repräsentantenhaus von Rhode Island als auch Mitglied des Staatssenats. Im Jahr 1863 war er Präsident dieses Gremiums. Nach dem Rücktritt von Gouverneur William Sprague, der in den US-Senat wechselte, und bei gleichzeitiger Vakanz der Stelle des Vizegouverneurs musste Cozzens entsprechend der Staatsverfassung Spragues verbleibende Amtszeit zwischen dem 3. März und dem 26. Mai 1863 beenden. Eine eigenständige Kandidatur für dieses Amt blieb anschließend erfolglos. William Cozzens war mit Martha Stanton Gould verheiratet, mit der er fünf Kinder hatte.